# Sacrifice humain chez les Mayas

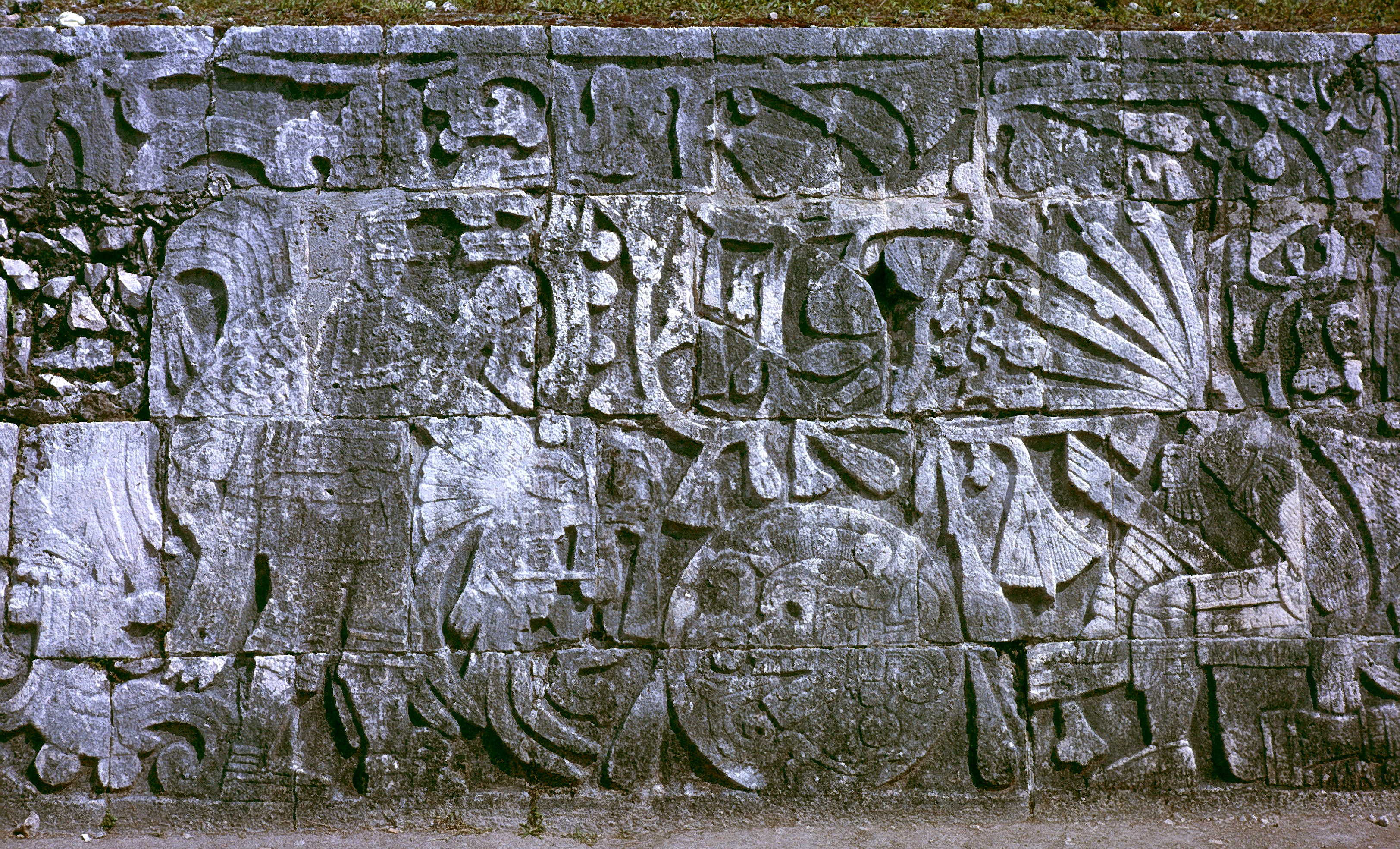
Bas-relief d'un des murs du grand jeu de paume de Chichén Itzá, représentant un sacrifice par décapitation. Le personnage à gauche tient dans sa main la tête du personnage agenouillé à droite. Du cou de la victime, jaillissent des jets de sang en forme de serpents.

Le sacrifice humain était, chez les Mayas de l'époque précolombienne, un rituel dont le but métaphysique était de nourrir les dieux. Le sang était en effet considéré par les Mayas, ainsi que par l'ensemble des Mésoaméricains, comme une source d'énergie divine qu'il convenait d'offrir régulièrement aux dieux, notamment par autosacrifice ; le sacrifice d'une créature vivante était une puissante offrande de sang et, par extension, le sacrifice d'une vie humaine était l'offrande ultime, par laquelle se terminaient les rituels mayas les plus importants. On trouve des évocations de sacrifices humains dans l'art et les écrits mayas classiques et postclassiques.

## Victimes
En général, à l'Époque classique, seuls des prisonniers de guerre de haut rang étaient sacrifiés, les captifs de statut inférieur étant utilisés comme esclaves. Ces sacrifices relativement rares, avaient lieu à l'occasion d'événements exceptionnels, comme l'intronisation d'un nouveau souverain ou la dédicace d'un temple.

## Méthodes
Les Mayas utilisaient toute une variété de sacrifices mais la méthode la plus courante à l'Époque classique était la décapitation. La cardiectomie est attestée à partir du VIIIe siècle. Les représentations à cette époque sont rarissimes : les stèles 11 et 14 de Piedras Negras, datant de 731 et 761.

## Décapitation
La décapitation d'un roi ennemi était la plus précieuse des offrandes qu'on puisse offrir aux dieux car elle reconstituait la décapitation du dieu du maïs par les seigneurs de la mort.
La décapitation, telle qu'elle est représentée dans l'art maya de la période classique, était généralement pratiquée après que la victime ait été torturée, battue, brûlée ou éventrée. Le Popol Vuh raconte comment un des frères jumeaux a été décapité par Camazotz au jeu de balle.